# Nysson
Nysson Latreille, 1796 — один из крупнейших родов песочных ос из подсемейства Bembicinae (триба Nyssonini). Более 100 видов.

## Распространение
Всесветное. В Европе около 40 видов. Для СССР указывалось около 20 видов.
В Палеарктике 59 видов, в России 19 видов.

## Описание
Мелкого и среднего размера осы (4—14 мм). 2-я радиомедиальная ячейка стебельчатая. Промежуточный сегмент с парой боковых шипов. Клептопаразиты в гнёздах ос родов Gorytes, Harpactus, Argogorytes и Tachytes.

## Систематика
Более 100 рецентных видов. Относится к трибе Nyssonini Latreille, 1804.

### Виды Европы
- Nysson alicantinus Mercet 1909
- Nysson bohemicus Zavadil 1848
- Nysson castellanus Mercet 1909
- Nysson chevrieri Kohl 1879
- Nysson dimidiatus Jurine 1807
- Nysson dusmeti Mercet 1909
- Nysson fraternus Mercet 1909
- Nysson fulvipes A. Costa 1859
- Nysson ganglbaueri Kohl 1912
- Nysson gerstaeckeri Handlirsch 1887
- Nysson hrubanti Balthasar 1972
- Nysson ibericus Handlirsch 1895
- Nysson interruptus (Fabricius 1798)
- Nysson kolazyi Handlirsch 1887
- Nysson konowi Mercet 1909
- Nysson lapillus Beaumont 1965
- Nysson laufferi Mercet 1904
- Nysson maculosus (Gmelin 1790)
- Nysson miegi Mercet 1909
- Nysson mimulus Valkeila 1964
- Nysson niger Chevrier 1868
- Nysson parietalis Mercet 1909
- Nysson pratensis Mercet 1909
- Nysson pusillus Beaumont 1953
- Nysson quadriguttatus Spinola 1808
- Nysson roubali Zavadil 1937
- Nysson ruthenicus Birula 1912
- Nysson spinosus (J. Forster 1771)
- Nysson susterai Zavadil 1948
- Nysson tridens Gerstaecker 1867
- Nysson trimaculatus (Rossi 1790)
- Nysson varelai Mercet 1909
- Nysson variabilis Chevrier 1867
- Nysson decemmaculatus (Spinola 1808)
- Nysson epeoliformis (F. Smith 1856)
- Nysson militaris (Gerstaecker 1867)
- Nysson monachus (Mercet 1909)
- Другие виды